# Viola Paulitz
Viola Paulitz, verh. Paulitz-Müller, (* 22. März 1967 in Hildesheim) ist eine ehemalige deutsche Radrennfahrerin und dreifache Deutsche Straßen-Meisterin.

## Sportlicher Werdegang
1981 wurde Viola Paulitz erstmals Deutsche Schüler-Meisterin im Straßenrennen, ein Erfolg, den sie 1984 bei der Deutschen Meisterschaft, die von ihrem Heimatverein RSC Hildesheim veranstaltet wurde, vor heimischem Publikum wiederholen konnte.
Dreimal errang Viola Paulitz den Deutschen Meistertitel bei den Frauen, 1989, 1992 und 1996. Ab 1985 war sie festes Mitglied der Frauen-Nationalmannschaft und nahm an insgesamt neun Weltmeisterschaften teil. Am 1. Juli 1987 gewann sie als erste bundesdeutsche Fahrerin eine Etappe bei der Tour Cycliste Féminin, an der sie zum dritten Mal teilnahm. Bei der Schlussetappe auf den Champs-Élysées in Paris belegte sie hinter der sowjetischen Sportlerin Tamara Poljakowa den zweiten Rang. 1988 wurde sie zudem deutsche Meisterin im Punktefahren auf der Bahn.
Zweimal, 1988 in Seoul sowie 1992 in Barcelona, nahm Viola Paulitz an Olympischen Spielen teil; in Seoul belegte sie Platz 13, in Barcelona Platz 19.

## Privates
Viola Paulitz ist die Mutter des Radrennfahrers Tobias Müller.

## Erfolge

### Straße
1987
- eine Etappe Tour de France féminin

1989
- eine Etappe Postgiro féminin
- Deutsche Meisterin – Straßenrennen

1992
- Deutsche Meisterin – Straßenrennen

1996
- Deutsche Meisterin – Straßenrennen

1997
- fünf Etappen Tour de l’Aude Cycliste Féminin

1998
- Internationale Damesronde van Drenthe

### Bahn
- Deutsche Meisterin – Punktefahren